# Maria Elisabetta di Thurn und Taxis
Maria Elisabetta Alessandrina di Thurn und Taxis (Ratisbona, 30 novembre 1767 – 21 luglio 1822) è stata una principessa tedesca.
Era una figlia di Alessandro Ferdinando di Thurn und Taxis, principe di Thurn und Taxis, e della terza moglie Maria Enrichetta Giuseppa di Fürstenberg-Stühlingen, figlia del principe Giuseppe Guglielmo Ernesto, I principe di Fürstenberg.
Appartenne alla dinastia dei principi di Thurn und Taxis, addetti al servizio posta nel Sacro Romano Impero e resi nobili nel corso del XVII secolo.

## Biografia
Venne data in sposa a Karl Aloys zu Fürstenberg. Il matrimonio venne celebrato a Praga il 4 novembre 1790.
Diede al marito cinque figli:
- Leopoldina (Praga, 4 settembre 1791-Kupferzell, 10 gennaio 1844), sposò Carlo Alberto III, Principe di Hohenlohe-Waldenburg-Schillingsfürst;
- Maria Giuseppa (9 settembre 1792-9 settembre 1792);
- Antonio (28 ottobre 1794-1º ottobre 1799);
- Carlo Egon II di Fürstenberg (Praga, 28 ottobre 1796-Bad Ischl, 22 ottobre 1854), che sposò Amalia di Baden figlia di Carlo Federico, Granduca di Baden e della Baronessa Luisa Carolina Geyer von Geyersberg;
- Maria Anna (17 settembre 1798-18 luglio 1799).

Rimasta vedova il 25 marzo 1799, Maria Elisabetta sposò in seconde nozze Joseph von Laßberg.
- Hermann von Liebenau

Morì nel 1822 e venne sepolta a Heiligenberg.

## Ascendenza
|                                                     |                                              |                                             | Genitori                                   |  |  | Nonni |  |  | Bisnonni                            |  |  | Trisnonni                                  |  |
|                                                     |                                              |                                             |                                            |  |  |       |  |  | Eugen Alexander von Thurn und Taxis |  |  | Lamoral Claudius Franz von Thurn und Taxis |  |
|                                                     |                                              |                                             |                                            |  |  |       |  |  | Eugen Alexander von Thurn und Taxis |  |  | Lamoral Claudius Franz von Thurn und Taxis |  |
|                                                     |                                              | Anne Françoise de Hornes-Houtekerke         |                                            |  |  |       |  |  | Eugen Alexander von Thurn und Taxis |  |  |                                            |  |
| Anselm Franz von Thurn und Taxis                    |                                              |                                             |                                            |  |  |       |  |  | Eugen Alexander von Thurn und Taxis |  |  |                                            |  |
|                                                     |                                              | Anna Adelaide von Fürstenberg-Heiligenberg  | Hermann Egon von Fürstenberg-Heiligenberg  |  |  |       |  |  |                                     |  |  |                                            |  |
|                                                     |                                              | Anna Adelaide von Fürstenberg-Heiligenberg  | Hermann Egon von Fürstenberg-Heiligenberg  |  |  |       |  |  |                                     |  |  |                                            |  |
|                                                     |                                              | Anna Adelaide von Fürstenberg-Heiligenberg  | Maria Franziska von Fürstenberg-Stühlingen |  |  |       |  |  |                                     |  |  |                                            |  |
| Alexander Ferdinand von Thurn und Taxis             |                                              | Anna Adelaide von Fürstenberg-Heiligenberg  |                                            |  |  |       |  |  |                                     |  |  |                                            |  |
|                                                     |                                              | Ferdinand August von Lobkowicz              | Wenzel Eusebius von Lobkowicz              |  |  |       |  |  |                                     |  |  |                                            |  |
|                                                     |                                              | Ferdinand August von Lobkowicz              | Wenzel Eusebius von Lobkowicz              |  |  |       |  |  |                                     |  |  |                                            |  |
|                                                     |                                              | Ferdinand August von Lobkowicz              | Auguste Sophie von Pfalz-Sulzbach          |  |  |       |  |  |                                     |  |  |                                            |  |
| Maria Ludovika Anna von Lobkowicz                   |                                              | Ferdinand August von Lobkowicz              |                                            |  |  |       |  |  |                                     |  |  |                                            |  |
|                                                     |                                              | Maria Anna Wilhelmine von Baden-Baden       | Wilhelm von Baden-Baden                    |  |  |       |  |  |                                     |  |  |                                            |  |
|                                                     |                                              | Maria Anna Wilhelmine von Baden-Baden       | Wilhelm von Baden-Baden                    |  |  |       |  |  |                                     |  |  |                                            |  |
|                                                     |                                              | Maria Anna Wilhelmine von Baden-Baden       | Maria Magdalena von Oettingen-Baldern      |  |  |       |  |  |                                     |  |  |                                            |  |
| Maria Elisabeth von Thurn und Taxis                 |                                              | Maria Anna Wilhelmine von Baden-Baden       |                                            |  |  |       |  |  |                                     |  |  |                                            |  |
|                                                     | Prosper Ferdinand von Fürstenberg-Stühlingen | Maximilian Franz von Fürstenberg-Stühlingen |                                            |  |  |       |  |  |                                     |  |  |                                            |  |
|                                                     | Prosper Ferdinand von Fürstenberg-Stühlingen | Maximilian Franz von Fürstenberg-Stühlingen |                                            |  |  |       |  |  |                                     |  |  |                                            |  |
|                                                     | Prosper Ferdinand von Fürstenberg-Stühlingen | Maria Magdalena von Bernhausen              |                                            |  |  |       |  |  |                                     |  |  |                                            |  |
| Joseph Wilhelm Ernst zu Fürstenberg-Stühlingen      | Prosper Ferdinand von Fürstenberg-Stühlingen |                                             |                                            |  |  |       |  |  |                                     |  |  |                                            |  |
|                                                     |                                              | Sophie von Königsegg-Rothenfels             | Leopold Wilhelm von Königsegg-Rothenfels   |  |  |       |  |  |                                     |  |  |                                            |  |
|                                                     |                                              | Sophie von Königsegg-Rothenfels             | Leopold Wilhelm von Königsegg-Rothenfels   |  |  |       |  |  |                                     |  |  |                                            |  |
|                                                     |                                              | Sophie von Königsegg-Rothenfels             | Maria Polyxena von Schärffenberg           |  |  |       |  |  |                                     |  |  |                                            |  |
| Maria Enrichetta Giuseppa di Fürstenberg-Stühlingen |                                              | Sophie von Königsegg-Rothenfels             |                                            |  |  |       |  |  |                                     |  |  |                                            |  |
|                                                     |                                              | Johann Josef von Waldstein                  | Ferdinand Ernst Josef von Waldstein        |  |  |       |  |  |                                     |  |  |                                            |  |
|                                                     |                                              | Johann Josef von Waldstein                  | Ferdinand Ernst Josef von Waldstein        |  |  |       |  |  |                                     |  |  |                                            |  |
|                                                     |                                              | Johann Josef von Waldstein                  | Marie Anna Kokořovská von Kokořov          |  |  |       |  |  |                                     |  |  |                                            |  |
| Maria Anna von Waldstein                            |                                              | Johann Josef von Waldstein                  |                                            |  |  |       |  |  |                                     |  |  |                                            |  |
|                                                     |                                              | Eleonore von Waldstein                      | Karl Ernst von Waldstein                   |  |  |       |  |  |                                     |  |  |                                            |  |
|                                                     |                                              | Eleonore von Waldstein                      | Karl Ernst von Waldstein                   |  |  |       |  |  |                                     |  |  |                                            |  |
|                                                     |                                              | Eleonore von Waldstein                      | Maria Theresia von Losenstein              |  |  |       |  |  |                                     |  |  |                                            |  |
|                                                     |                                              | Eleonore von Waldstein                      |                                            |  |  |       |  |  |                                     |  |  |                                            |  |